# Drymalia
Drymalia (in greco Δήμος Δρυμαλίας?) è una località della Grecia nell'isola di Nasso, nella periferia dell'Egeo Meridionale (unità periferica di Nasso).
Sede comunale prima della riforma amministrativa greca del 2011 (cosiddetto Programma Callicrate), Drymalia era capoluogo di un comune con 6 099 abitanti secondo i dati del censimento 2001. Attualmente Drymalia è una frazione del comune di Nasso e Piccole Cicladi.